# Zerkalo dlja geroja
Zerkalo dlja geroja (russisk: Зеркало для героя) er en sovjetisk spillefilm fra 1987 af Vladimir Khotinenko.

## Medvirkende
- Sergej Koltakov som Sergej Psjenitjnyj
- Ivan Bortnik som Andrej Nemtjinov
- Felix Stepun som Kirill Psjenitjnyj
- Boris Galkin
- Natalja Akimova som Lida